# Juno Beach (Flórida)
Juno Beach é uma vila localizada no estado americano da Flórida, no condado de Palm Beach. Foi incorporada em 1953. Nesta localidade fica sediada a Florida Power & Light, empresa do ramo energético.

## Geografia
De acordo com o United States Census Bureau, a vila tem uma área de 7 km², onde 5,3 km² estão cobertos por terra e 1,7 km² por água.

### Localidades na vizinhança
O diagrama seguinte representa as localidades num raio de 16 km ao redor de Juno Beach.

## Demografia
Segundo o censo nacional de 2010, a sua população é de 3 176 habitantes e sua densidade populacional é de 604,07 hab/km². Possui 2 936 residências, que resulta em uma densidade de 558,42 residências/km².

## Lugares de interesse
- Juno Dunes Natural Area
- Loggerhead Park